# 雅各布斯峰

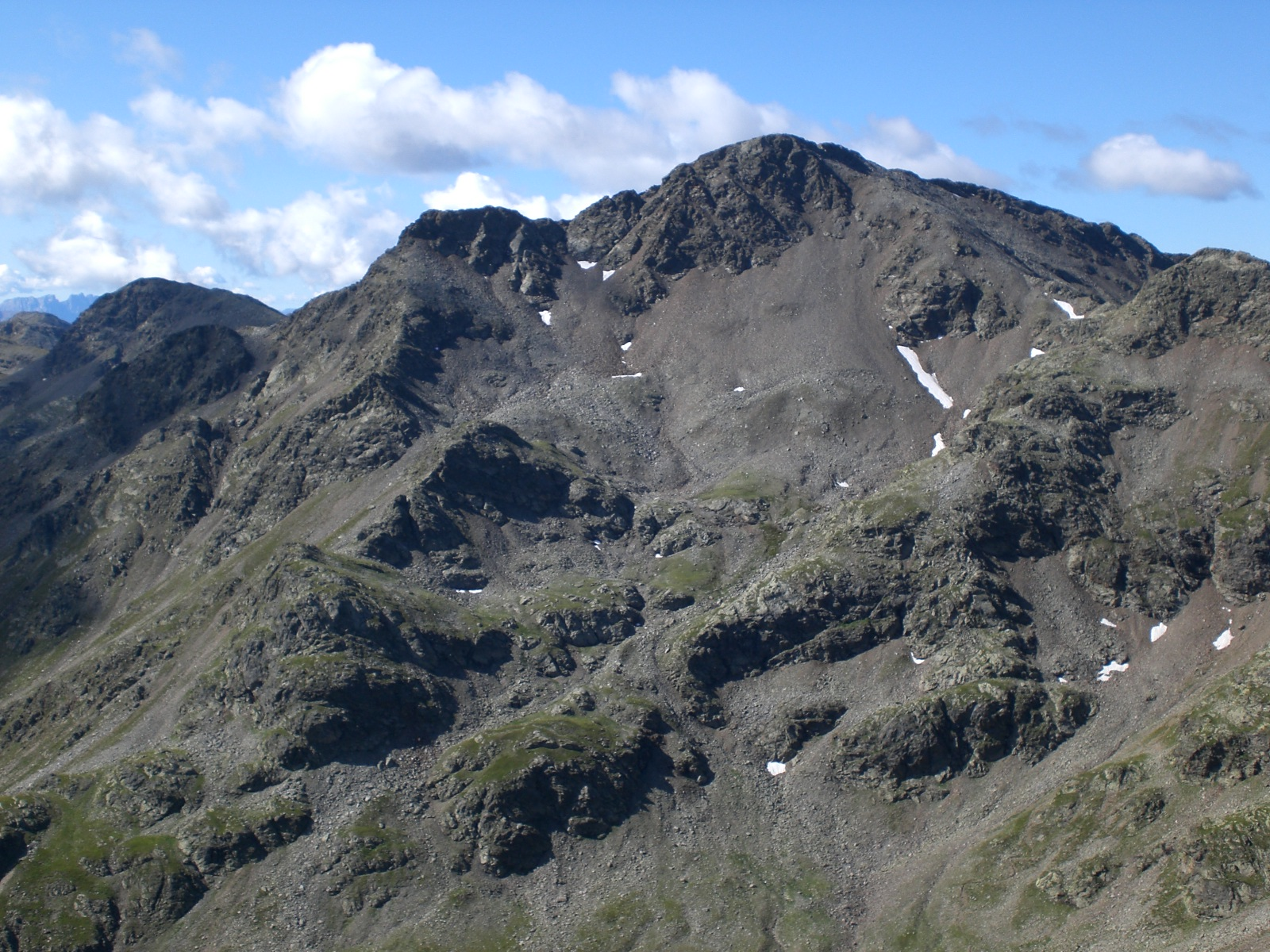

46°45′47″N 11°29′28″E / 46.76306°N 11.49111°E
雅各布斯峰（德語：Jakobsspitze），是意大利的山峰，位於該國北部，由博爾扎諾-南蒂羅爾自治省負責管轄，屬於萨恩塔尔山脉的一部分，海拔高度2,742米，每年平均降雨量1,579毫米。